# Tipula (Platytipula) angustiligula mokanensis
Tipula (Platytipula) angustiligula mokanensis is een ondersoort van de tweevleugelige Tipula (Platytipula) angustiligula uit de familie langpootmuggen (Tipulidae). De ondersoort komt voor in het Palearctisch gebied.